# Oöfagie
Oöfagie (van Oudgrieks: ᾠόν, ōion = "ei" en φαγεῖν, phagein = "eten") is een vorm van embryonaal kannibalisme die voorkomt bij dieren. Bij oöfagie eten de embryo's de in het moederlichaam aanwezig (on)bevruchte eitjes op. Oöfagie komt voor bij eierlevendbarende kraakbeenvissen, met name bij sommige haaien- en roggensoorten. Aangetoond is dat oöfagie voorkomt bij haaien van de orde makreelhaaien (Lamniformes), zoals de grootoogvoshaai (Alopias superciliosus), de pelagische voshaai (Alopias pelagicus), de kortvinmakreelhaai (Isurus oxyrinchus), de haringhaai (Lamna nasus) en anderen. 
Daarnaast komt oöfagie voor bij sommige amfibieën (axolotl, kikkers en amfibieën uit de familie van echte salamanders), reptielen (zoals hagedissen en kameleons) en bij sommige geleedpotigen (vlinders).